# Léonard Ohn
Léonard Ohn (Hodimont, 14 juli 1872 - Verviers, 31 december 1967) was een Belgisch senator.

## Levensloop
Léonard Ohn groeide op als zoon van een echtpaar afkomstig uit Duitsland en bezat hierdoor ook de Duitse nationaliteit. Na de dood van zijn ouders in 1886 nam zijn oudere broer de schrijnwerkerij van de familie over, waar hij aan de slag ging als meubelmaker. In 1891 opteerde Léonard Ohn definitief voor de Belgische nationaliteit. 
In de jaren 1890 militeerde Ohn voor verschillende jongerenorganisaties gelieerd aan de socialistische Belgische Werkliedenpartij (BWP). Evenzeer was hij actief in het coöperatieve milieu en in 1899 werd hij aangesteld als zaakvoerder van het Volkshuis in Verviers, wat hij bleef tot in 1902. Tezelfdertijd was hij in 1900 een van de oprichters van L'Étude, een studiekring voor zelfonderwijs, en werkte hij mee aan het in 1901 opgerichte vakbondskrant Le Travail, waar hij in de raad van beheer zetelde. In Le Travail verzorgde Ohn artikelen over de gemeentepolitiek en het socialisme in het algemeen in de rubriek over de stad Verviers. Daarnaast was hij voorzitter van de socialistische vakbond voor arbeiders in de bouw, de meubelmakerij en verschillende andere industrieën in de streek van Verviers.
Na de Eerste Wereldoorlog was Léonard Ohn van 1921 tot 1930 bestendig secretaris van de socialistische federatie van het arrondissement Verviers. Van 1938 tot 1950 was hij voorzitter van deze federatie. Aan het einde van de Tweede Wereldoorlog werd hij in september 1944 voorzitter van het clandestien comité van de socialistische federatie van het arrondissement Verviers, dat de heropbouw van de socialistische partij in de streek organiseerde.
Na eerst in Spa en Lambermont te hebben gewoond, werd Ohn in oktober 1926 verkozen tot gemeenteraadslid van Verviers. Hij was er van 1930 tot 1933 schepen van Openbare Werken en van 1939 tot 1946 was hij schepen van Openbaar Onderwijs, een functie die weliswaar onderbroken werd door de Tweede Wereldoorlog. Na het einde van zijn schepenambt zetelde hij nog tot in 1952 in de gemeenteraad.
In 1927 volgde Léonard Ohn Henri Pirard op als socialistisch senator voor het arrondissement Verviers, een functie die hij vervulde tot in 1949. In de Senaat was hij voornamelijk actief in de commissies Financiën, Openbare Werken, Buitenlandse Zaken en Petities. Hij verdedigde er geregeld de belangen van zijn streek, met name openbare hygiëne en het aanleggen van wegen. Ook nam hij deel aan debatten over wetsvoorstellen over gezinstoelagen, schadevergoedingen aan slachtoffers van arbeidsongevallen, ouderdomspensioenen en een striktere inspectie ter naleving van de werkdag van acht uur. Zijn Duitse wortels brachten hem tevens zover om de belangen van de inwoners van de kantons Eupen en Malmedy te verdedigen, met name omtrent het gebruik van de Duitse taal voor inwoners uit deze regio's in het Belgische leger en in administratiezaken.
Van 1925 tot 1954 was Léonard Ohn commissaris van de Union coopérative, waarvan hij van 1932 tot 1942 eveneens voorzitter was.